# Dolní Luby
Dolní Luby (németül: Unterschönbach) Luby településrésze Csehországban a Karlovy Vary-i kerület Chebi járásában. Központi településétől 1,5 km-re délkeletre fekszik. A 2001-es népszámlálási adatok szerint 12 lakóháza és 30 lakosa van.